# FAGEOT
FAGEOT est un constructeur automobile français.

## Production
La société FAGEOT de Neuilly-sur-Seine a été fondée en 1898 par l’Aîné Fageot et a commencé à produire des automobiles la même année. Le nom de marque était FAGEOT. L’usine était située au 2 rue Boutard.
La production s’est terminée en 1901.

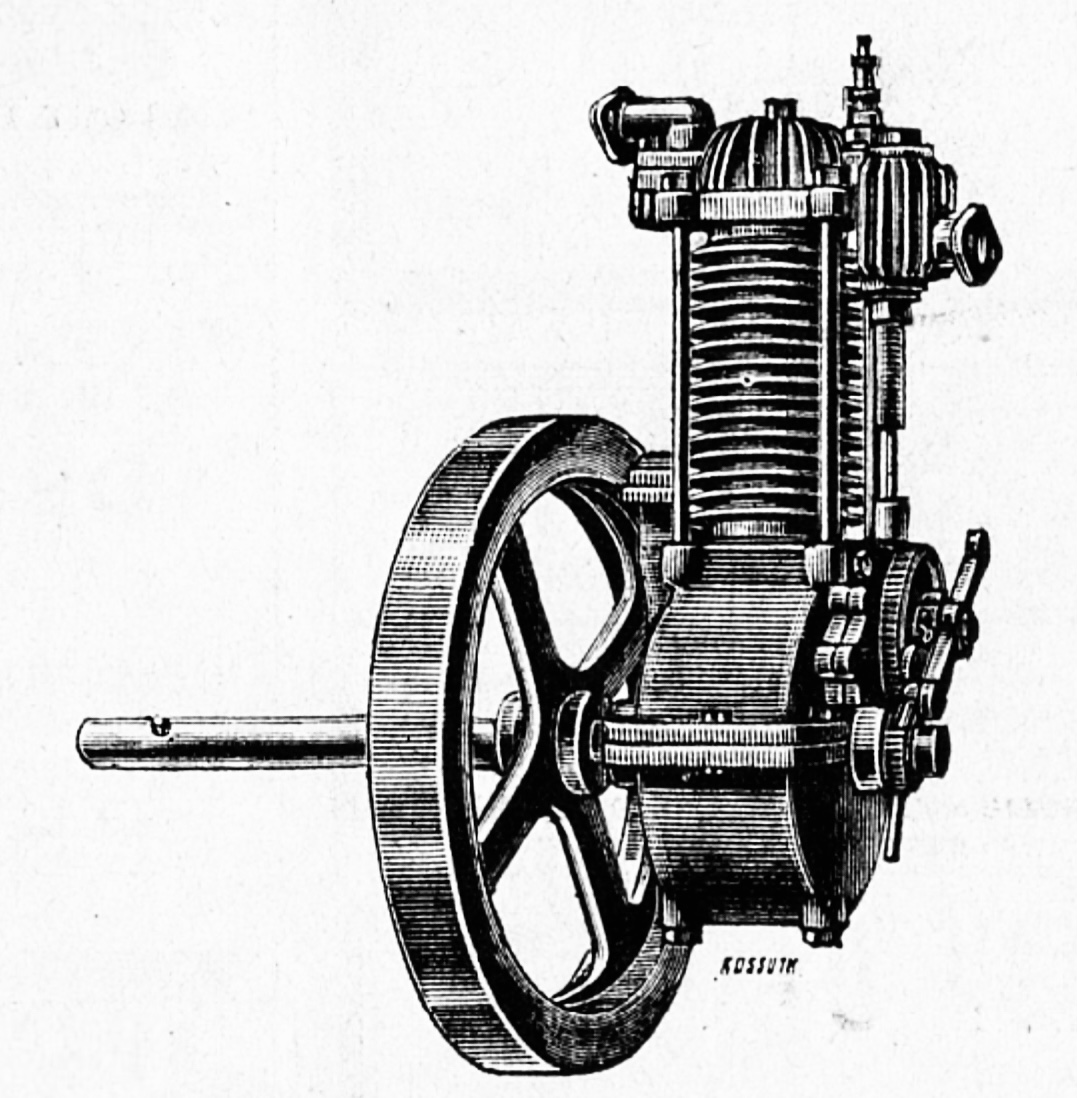
Moteur monocylindre Fageot (1898)
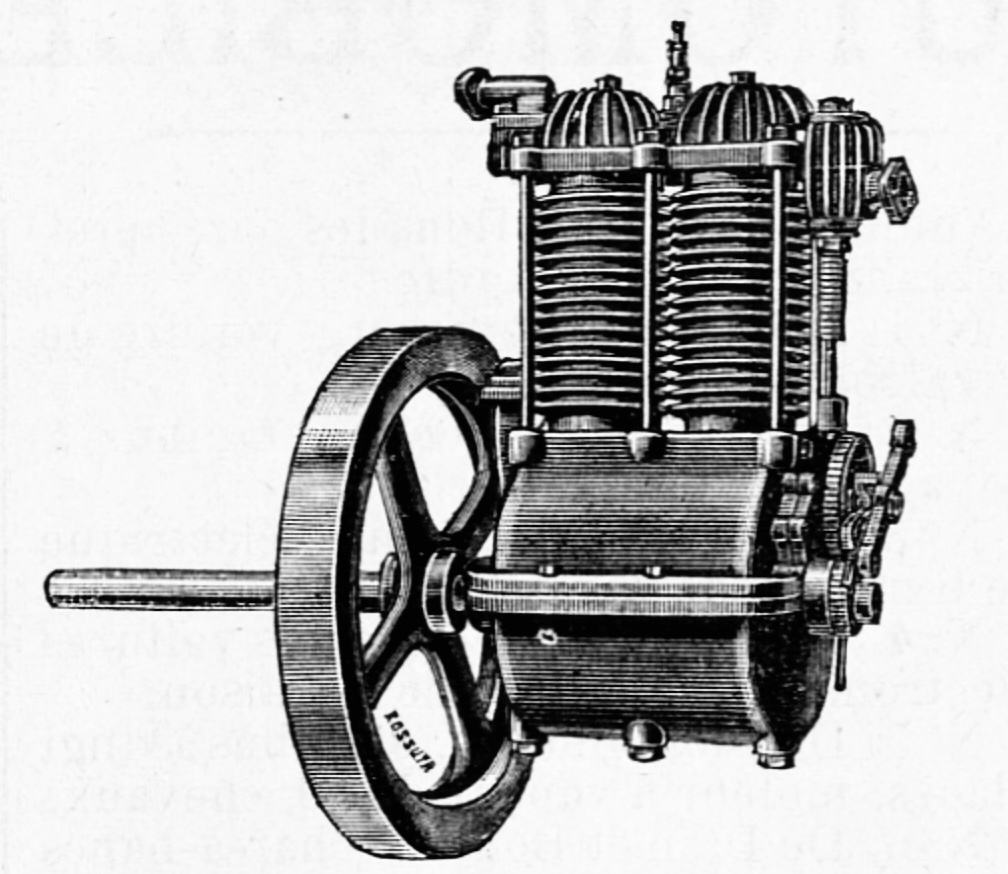
Moteur bicylindre Fageot (1898)